# 1980
| 1980                                                                     |
| ------------------------------------------------------------------------ |
| Dødsfald - Fødsler                                                       |
| • Begivenheder • Film • Litteratur • Musik • Politik • Sport • Videnskab |

| Gregoriansk kalender | 1980 MCMLXXX            |
| Ab urbe condita      | 2733                    |
| Armensk kalender     | 1429 ԹՎ ՌՆԻԹ            |
| Kinesiske kalender   | 4676 – 4677 己未 – 庚申 |
| Etiopisk kalender    | 1972 – 1973             |
| Jødisk kalender      | 5740 – 5741             |
| Hindukalendere       |                         |
| - Vikram Samvat      | 2035 – 2036             |
| - Shaka Samvat       | 1902 – 1903             |
| - Kali Yuga          | 5081 – 5082             |
| Iransk kalender      | 1358 – 1359             |
| Islamisk kalender    | 1400 – 1401             |

Regerende dronning i Danmark: Margrethe 2. 1972-2024
Se også 1980 (tal)

## Begivenheder
- Sovjetunionen invaderer Afghanistan

### Januar
- 5. januar - Partiet Fælles Kurs bliver stiftet af sømandsbossen Preben Møller Hansen
- 9. januar – 63 shia-muslimer bliver halshugget i Saudi-Arabien for at have besat den store moské i Mekka (i november 1979)
- 15. januar – William Heinesen udråbes på sin 80-års dag, til æresborger i Thorshavn
- 18. januar - Almöbroen nord for Göteborg i Sverige styrter sammen
- 22. januar - den russiske atomfysiker og modtager af Nobels fredspris Andrej Sakharov deporteres fra Moskva til den lukkede by Gorkij. Forvisningen bliver af de sovjetiske myndigheder begrundet med "nedbrydende virksomhed mod den sovjetiske stat"

### Marts
- 3. marts – Pierre Trudeau bliver premierminister for Canada
- 3. marts - ubåden USS Nautilus tages ud af drift
- 6. marts - A.P. Møller og Hustru Chastine McKinney Møllers Fond til Almene Formaal køber Larsens Plads over for Amalienborg og forærer den til kommunen til parkområde
- 11. marts - Nationalistlederen Robert Mugabe danner regering i Zimbabwe
- 12. marts - 20-kronesedlen på gaden i Danmark
- 13. marts - amerikaneren John Gacy fra Illinois bliver idømt 25 gange livsvarigt fængsel og 12 gange dødsstraf ved retten i Chicago, hvilket er historiens hårdeste strafudmåling. Dommen bliver givet for mord på 33 drenge i perioden 1972-78. Han bliver henrettet 10. maj 1994
- 23. marts - Folkeafstemning afholdes i Sverige om afvikling af landets atomkraftanlæg. Konklusionen af resultatet bliver uklar og stærkt debatteret
- 27. marts - den norske olieboreplatform Alexander L. Kielland i Nordsøen vælter, og 123 omkommer ved ulykken. Platformen vælter på få minutter, da ét af de vældige ben giver efter i hårdt vejr. 88 bliver reddet fra platformen

### April
- 3. april - Belgiens ministerpræsident Wilfried Martens indgiver regeringens afskedsbegæring
- 13. april - USA's olympiske komite beslutter at boykotte sommerlegene i Moskva
- 25. april - et amerikansk forsøg på at befri de gidsler, der holdes på den amerikanske ambassade i Irans hovedstad Teheran mislykkes. To af flyene med elitesoldater støder sammen i ørkenen 400 km fra Teheran, og otte amerikanske soldater bliver dræbt
- 29. april - mange bliver såret og omkring 100 anholdt under voldsomme gadekampe, da 500 politifolk rydder byggelegepladsen "Byggeren" på Nørrebro
- 30. april – Dronning Beatrix i Holland bestiger tronen

### Maj
- 5. maj - Arabiske terrorister sprænger Irans ambassade i London i luften efter seks dages besættelse; et gidsel omkommer, og 11 reddes
- 18. maj – vulkanudbrud på Mount St. Helens
- 24. maj - lederen af Sydkoreas efterretningstjeneste Kim Jai-Kyu henrettes sammen med fire medskyldige for mordet på præsident Park Chung-hee
- 28. maj - Dronning Margrethe udnævnes til Årets Æreshåndværker af Kjøbenhavns Haandværkerforening

### Juni
- 1. juni - den amerikanske Tv-nyhedsstation CNN går i luften for første gang, fra Atlanta, Georgia
- 6. juni - Dansk Elbil Komite oprettes
- 16. juni - under besøg i England modtager dronning Margrethe den fornemme hosebåndsorden
- 29. juni - Vigdís Finnbogadóttir vælges til Islands præsident og bliver verdens første kvindelige folkevalgte statsoverhoved

### Juli
- 15. juli – Dansk Sojakagefabrik på Islands Brygge springer i luften

### August
- 2. august - en bombe dræber 85 mennesker, sårer mere end 200 og anretter store materielle skader i Bologna
- 5. august - Belgiens parlament beslutter at omdanne landet til en forbundsstat bestående af to delstater for at bilægge årelang sprogstrid
- 8. august - Skibsværftet B&W i København standser betalingerne
- 14. august - Lech Wałęsa og hans kolleger på skibsværftet i Gdansk indleder de strejker, der senere fører til dannelsen af Solidarność og et systemskifte i Polen
- 20. august - 301 passagerer indebrænder i et Lockheed Tristar fly fra Saudi-Arabien efter en nødlanding i Riyadh. Det er verdenshistoriens til da næst-alvorligste ulykke med et enkelt fly

### September
- 5. september – Skt. Gotthardtunnelen, verdens på det tidspunkt længste vejtunnel, indvies i Schweiz
- 22. september - Irak invaderer Iran og indleder derved Iran-Irak-krigen, der første afsluttes knap otte år senere
- 22. september - den nystiftede frie polske fagbevægelse Solidaritet (Solidarność) vælger Lech Walesa som den første formand

### Oktober
- 11. oktober - på Leninværftet i Gdansk i Polen går arbejderne i strejke. Strejkerne breder sig langt ind i landet
- 11. oktober - russiske kosmonauter vender tilbage til jorden efter 185 dage i rummet om bord på Salyut 6
- 12. oktober - 26 medlemmer af De Røde Brigader dømmes til fængsel på livstid for mordet på Aldo Moro
- 30. oktober - El Salvador og Honduras underskriver en fredstraktat, der sætter en stopper for de to landes grænsestrid, som startede med "Fodboldkrigen" i 1969
- 30. oktober - Algeriets præsident Benjedid benåder sin forgænger Ben Bella, der har været fængslet i 14 år.

### November
- 1. november - ved en møntreform på Island, fjernes to nuller af kronen[1]
- 2. november - under krigen mellem Iran og Irak bliver Irans olieminister taget til fange[1]
- 4. november – Ronald Reagan besejrer Jimmy Carter og John B. Anderson ved det amerikanske præsidentvalg. Stemmefordeling blev 50,8 procent til Ronald Reagan, 41,0 procent til Jimmy Carter og 6,6 procent til John B. Anderson.
- 14. november - Sikkerhedskonferencen i Madrid kan endelig begyndes, efter at de 35 deltagende lande har været svært uenige om dagsordenen for konferencen[1]
- 15. november - granater eksploderer over Bagenkop, da vesttyske flådefartøjer ved en fejl beskyder byen[1]
- 23. november - en serie af jordskælv i Syditalien dræber op imod 4.800 mennesker
- 28. november - B&W’s tidligere ejer Jan Bonde Nielsen erklæres personligt konkurs[1]

### December
- 4. december - Portugals ministerpræsident Francisco Caneiro og hans danskfødte hustru Snu Seidenfaden omkommer sammen med forsvarsministeren, da hans privatfly styrter under start fra Lissabon
- 8. december - Beatlen John Lennon skydes ned på gaden foran Dakota-bygningen i New York af den sindsforvirrede fan Mark David Chapman
- 16. december - Sojakagefabrikken skaber frygt for eksplosionsulykke og klorudslip, da den hærges af en storbrand

## Født

### Januar
- 9. januar – Sergio García, spansk golfspiller.
- 12. januar – Amerie, amerikansk sangerinde.
- 17. januar – Zooey Deschanel, amerikansk skuespillerinde.
- 24. januar – Suzy, portugisisk sangerinde.
- 27. januar – Marat Safin, russisk tennisspiller.
- 28. januar – Nick Carter, amerikansk sanger.

### Februar
- 2. februar – Nina Zilli, italiensk sangerinde.
- 11. februar – Matthew Lawrence, amerikansk skuespiller.
- 12. februar – Christina Ricci, amerikansk skuespillerinde.
- 18. februar – Regina Spektor, russisk-amerikansk sangerinde.
- 21. februar – Jigme Khesar Namgyel Wangchuck, konge af Bhutan.
- 27. februar – Chelsea Clinton, datter af Bill Clinton.

### Marts
- 3. marts – Katherine Waterston, amerikansk skuespillerinde.
- 17. marts – Søren Balsner, dansk musiker.
- 18. marts – Natalja Poklonskaja, russisk advokat.
- 21. marts – Ronaldinho, brasiliansk fodboldspiller.
- 27. marts – Kristian Leth, dansk skuespiller og musiker.
- 28. marts – Rasmus Seebach, dansk sanger.
- 28. marts – Jon Lange, dansk skuespiller.
- 30. marts – Katrine Lunde, norsk håndboldspiller.
- 30. marts – Kristine Lunde, norsk håndboldspiller.

### April
- 9. april – Rasmus Green, dansk fodboldspiller (død 2006).
- 10. april – Gro Hammerseng, norsk håndboldspiller.
- 12. april – Peter Plaugborg, dansk skuespiller.
- 15. april – Fränk Schleck, luxembourgs cykelrytter.
- 23. april– Taio Cruz, britisk komponist, sangskriver, producer og sanger.
- 26. april – Channing Tatum, amerikansk skuespiller.
- 26. april – Jordana Brewster, brasiliansk skuespillerinde.

### Maj
- 5. maj - Hank Green, amerikansk singer-songwriter og videoblogger.
- 17. maj – Fredrik Kessiakoff, svensk cykelrytter.
- 24. maj – Cecilia Cheung, kinesisk skuespillerinde.
- 30. maj – Steven Gerrard, engelsk fodboldspiller.

### Juni
- 5. juni – Lisbeth Østergaard, dansk tv-vært.
- 14. juni – Amalie Ihle Alstrup, dansk skuespillerinde.
- 16. juni – Sara Maria Franch-Mærkedahl, dansk vejrvært.
- 17. juni – Venus Williams, amerikansk tennisspiller.

### Juli
- 8. juli – Robbie Keane, irsk fodboldspiller.
- 10. juli – Jessica Simpson, amerikansk popsangerinde.
- 12. juli – Kristen Connolly, amerikansk skuespillerinde.
- 18. juli – Kristen Bell, amerikansk skuespiller.
- 20. juli – Lau Højen, dansk guitarist og forsanger.
- 22. juli – Kate Ryan, belgisk sangerinde.
- 26. juli – Jacinda Ardern, newzealandsk politiker.

### August
- 26. august – Chris Pine, amerikansk skuespiller.
- 26. august – Macaulay Culkin, amerikansk skuespiller.

### September
- 3. september – James Hill, canadisk ukulelist.
- 7. september – Rikke Skov, dansk håndboldspiller
- 19. september – Tegan and Sara, canadisk tvillingesøstre sangerinder.
- 25. september – Nikola , serbisk fodboldspiller.
- 30. september – Martina Hingis, schweizisk tennisspiller.

### Oktober
- 14. oktober - Ben Whishaw, engelsk skuespiller.
- 21. oktober – Kim Kardashian, Amerikansk personlighed på tv og sociale medier
- 28. oktober - Lee Roche, engelsk professionel fodboldspiller

### November
- 2. november – Thomas Bredahl, dansk guitarist fra Gop Squad og tidligere Volbeat.
- 12. november – Ryan Gosling, canadisk skuespiller.
- 13. november – Morten Messerschmidt, dansk politiker.

### December
- 7. december – John Terry, engelsk fodboldspiller.
- 15. december – Annalena Baerbock, tysk politiker.
- 18. december – Christina Aguilera, amerikansk sangerinde.
- 19. december – Jake Gyllenhaal, amerikansk skuespiller.
- 30. december – Wael Ghonim, egyptisk internetaktivist og dataingeniør.

## Sport
- 20. januar – Super Bowl XIV Pittsburgh Steelers (31) besejrer Los Angeles Rams (19)
- 5. juli - Björn Borg vinder Wimbledon-mesterskabet i herresingle for femte år i træk
- 19. juli-3. august – Sommer-OL i Moskva, Sovjetunionen
- 17. oktober – Jørgen Hansen stopper Hans Henrik Palm i 9. omgang af den første EM-kamp mellem to danske boksere
- 1. november - i en VM kvalifikationskamp i Rom taber Danmarks fodboldlandshold 2-0 til Italien

## Musik
- 19. april – Irland vinder den 25. årlige udgave af Eurovision Song Contest, som blev afholdt i Haag, Holland, med sangen "What's Another Year" af Johnny Logan. Marokko deltog for første og, indtil videre, eneste gang i konkurrencen
- 5. juli - Danmarks Smukkeste Festival afholdes for første gang

- 8. september – Kate Bush udgiver hendes tredje album Never for Ever.
- John Lennon & Yoko Ono udsender albummet Double Fantasy, pladen bliver Lennon's sidste.
- Eurythmics stiftes.
- Shu-bi-dua udsender deres 7. LP, Shu-bi-dua 7.
- Bamses Venner vinder Dansk Melodi Grand Prix med nummeret Tænker Altid På Dig
- Engelske Iron Maiden udgiver deres 1. plade "Iron Maiden", og bliver få år efter en af tidens størst Heavy Metal-bands – bandet består af Steve Harris, Dave Murray, Clive Burr, Paul Di'Anno og Dennis Stratton.
- Bandet AC/DC udgiver deres første plade, Back in Black, med Brian Johnson som forsanger.
- Kliché udgiver deres første album Supertanker.

## Nobelprisen
- Fysik – James Watson Cronin, Val Logsdon Fitch
- Kemi – Paul Berg, Walter Gilbert, Frederick Sanger
- Medicin – Baruj Benacerraf, Jean Dausset, George Davis Snell
- Litteratur – Czesław Miłosz
- 13. oktober - Fred – Adolfo Perez Esquivel
- Økonomi – Lawrence Klein